# Biel-Benken
Biel-Benken (schweizerdeutsch: Büel-Bängge [ˌbiə̯lˈbæŋɡə]) ist eine politische Gemeinde im Bezirk Arlesheim des Kantons Basel-Landschaft in der Schweiz.

## Geographie

Historisches Luftbild aus 900 m von Walter Mittelholzer von 1929

Biel-Benken liegt im Leimental auf 317 m ü. M. am Eintritt des Birsigs auf Schweizer Gebiet. Es grenzt an Frankreich mit den Gemeinden Leymen beziehungsweise Neuwiller, an den Kanton Solothurn mit Bättwil und Witterswil sowie an seine basel-landschaftlichen Nachbargemeinden Oberwil und Therwil. Die Fläche des Gemeindegebiets beträgt 4,12 km², davon sind 52,2 % Landwirtschaftsfläche, 20,1 % Wald, 27,7 % Siedlungen und 0 % unproduktive Fläche (Stand 2014).

## Geschichte
Die beiden Dörfer Biel und Benken waren seit dem 13. Jahrhundert im Besitz des Basler Rittergeschlechts der Schaler. Kirchlich gehörten sie zur Kirche St. Martin in Leymen/Weisskirch bzw. Wisschilch. 1526 wurden Biel und Benken an die Stadt Basel verkauft. Seit der Reformation im Jahr 1529 bilden sie zusammen eine reformierte Kirchgemeinde. An der Stelle der beiden Dorfkapellen baute man 1621 in Benken eine neue Kirche. Im Dreissigjährigen Krieg litten auch Biel und Benken unter den Marodeuren, aber weit weniger als die elsässischen und fürstbischöflichen Dörfer in der Umgebung. Beim Ausbruch der Französischen Revolution war das Dorf Zufluchtsort für die Juden aus dem benachbarten Sundgau.
Nach längeren Diskussionen schlossen sich die beiden Gemeinden Biel und Benken am 1. Januar 1972 zusammen. Sie bilden seither die gemeinsame Einwohnergemeinde Biel-Benken.

## Wappen
Das Wappen von Biel-Benken wurde vom Rittergeschlecht der Schaler übernommen. Diese führten ein redendes Wappen: in einem roten Schild fünf silberne Wecken, die eine Treppe darstellen. Die Schaler oder Scalarii wohnten in Basel im Hof «zur Leiter». Die Gemeinde Benken bestimmte 1930 das Schalerwappen zum Gemeindewappen, 1947 die Gemeinde Biel dasselbe mit umgekehrten Farben. Die 1972 gebildete Gemeinde Biel-Benken übernahm das Wappen von Benken.

## Bevölkerung
37,1 % der Bevölkerung sind evangelisch-reformiert und 23,2 % römisch-katholisch. Der Ausländeranteil beträgt 15,5 % (Stand 31. Dezember 2019).

## Politik

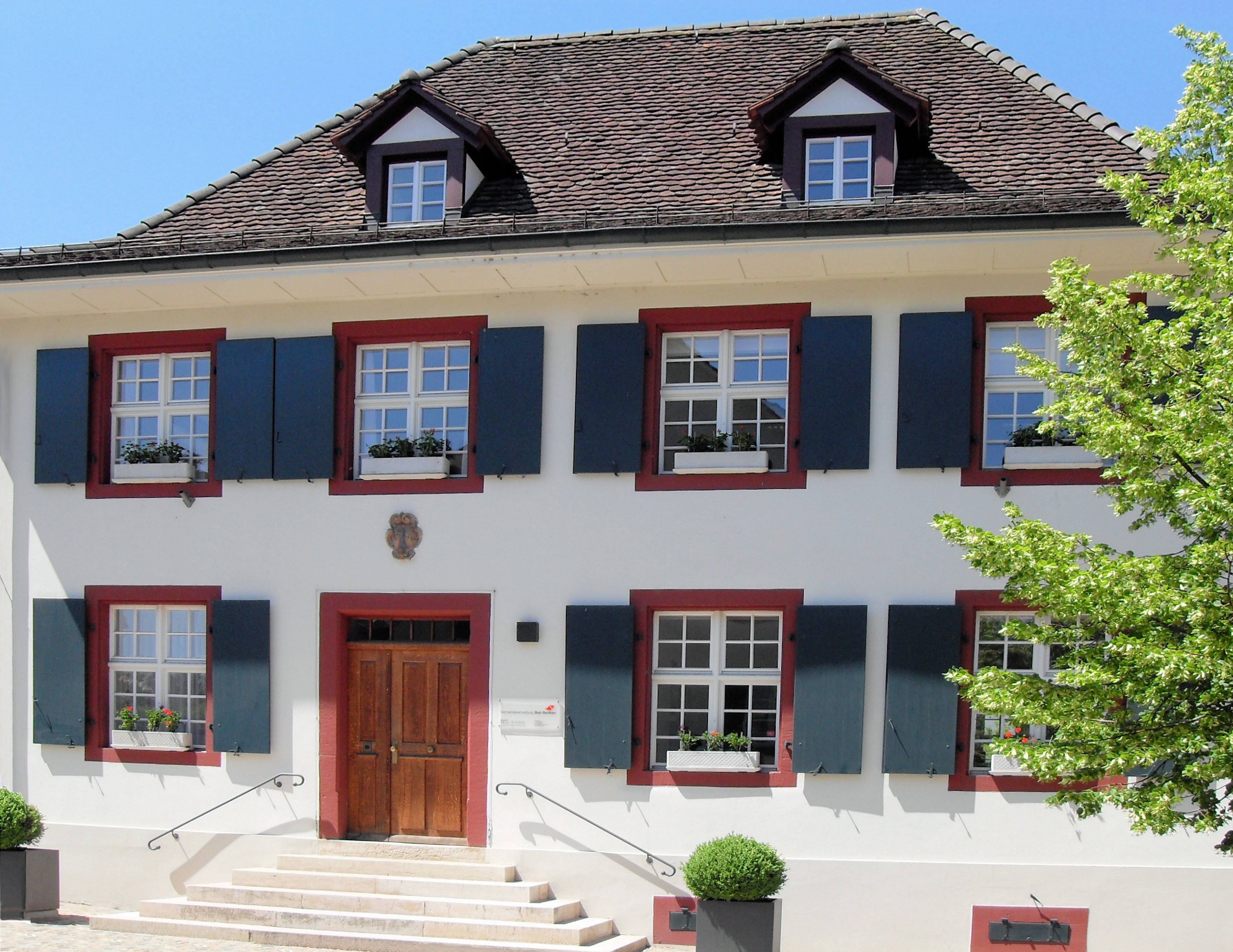
Gemeindeverwaltung (altes Schulhaus)

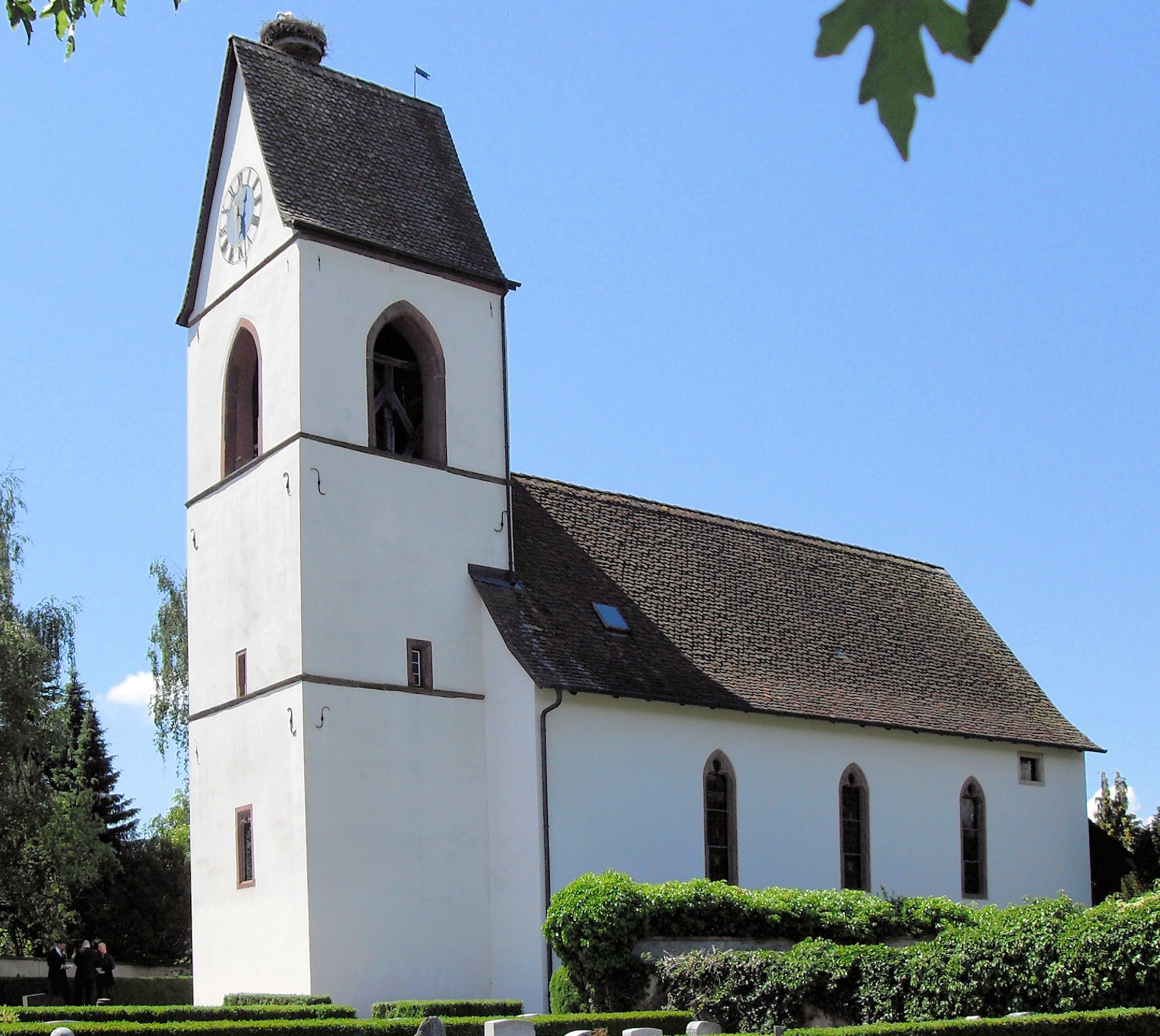
Reformierte Kirche

Die Exekutive, der Gemeinderat, für die Legislaturperiode 2024–2028 besteht aus sieben nebenamtlichen Gemeinderäten:
- Karin Lier, Gemeindepräsidentin, Ressorts Präsidiales und Alter
- Claudia Brodbeck, Ressorts Verkehr und Umwelt
- Erich Durscher, Ressort Soziales
- Stefan Felber, Ressort Tiefbau
- Irene Fiechter, Vizepräsidentin, Ressorts Finanzen und Kultur
- Jean-Daniel Schlegel, Ressort Bildung
- Stephan Wüthrich, Ressort Hochbau

Biel-Benken setzt sich zum Ziel, primär nicht Parteimitglieder in den Gemeinderat zu wählen, sondern diese sollen «aufgrund ihrer Sachpositionen und ihrer Persönlichkeit in den Gemeinderat gewählt» werden und nicht aufgrund einer allfälligen Parteizugehörigkeit.
Bei den Schweizer Parlamentswahlen 2023 betrugen die Wähleranteile in Biel-Benken: SVP 27,8 % (2019 25,7 %), SP 19,2 % (14,5 %), Mitte 17,5 % (14,9 %), FDP 15,4 % (19,7 %), Grüne 8,9 % (15,7 %), glp 8,5 % (7,0 %), EVP 1,8 % (2,4 %), EDU 0,3 % (–).

## Sehenswürdigkeiten
- Dorfkern
- Evangelische Kirche erbaut 1621. Erster Kirchenbau in der Basler Landschaft nach der Reformation.[10]
- Oser-Denkmal zur Erinnerung an den Dichter-Pfarrer Friedrich Oser

## Sport
Seit Dezember 1991 gibt es in der Gemeinde Biel-Benken neben diversen anderen Vereinen auch den Fussballclub Biel-Benken 1991.
Der Fussballspieler Alexander Frei stammt aus Biel-Benken. Seit dem Jahr 2003 ist er der Namensgeber und Patron des jährlichen Fussball-Juniorenturniers Alex Frei Cup.

## Persönlichkeiten
- Hans von Flachslanden (1412–1476), Politiker
- Samuel Preiswerk (1799–1871), Theologe
- Friedrich Oser (1820–1891), Dichterpfarrer
- Emanuel Löw (1834–1908), Politiker
- Maria Tabitha Schaffner (1863–1932), Frauenrechtlerin
- Hermann Hiltbrunner (1893–1961), Schriftsteller
- Uli W. Steinlin (1927–2015), Astronom und Hochschullehrer
- Aymo Brunetti (* 1963), Ökonom
- Dani von Wattenwyl (* 1972), Radio- und Fernsehmoderator
- Alexander Frei (* 1979), Fussballspieler und -funktionär